# Фронтальный погрузчик
Фронтальный погрузчик — универсальная самоходная спецтехника, разновидность ковшового погрузчика, предназначенная для захвата, погрузки и транспортировки различных материалов, а также для выполнения карьерных и землеройных работ. Особенности конструкции позволяют ему набирать в ковш с любой горизонтальной поверхности. Фронтальный погрузчик способен транспортировать грузы, буксировать различное оборудование на небольшие расстояния. Основным рабочим оборудованием погрузчика является ковш, закреплённый на конце подъёмной стрелы. Также для ряда моделей предусмотрено сменное оборудование (крановые крюки, гуськи, вилы, ковши различной вместимости, вилки для одиночных грузов, захваты для брёвен, снегоочистители, двухчелюстные ковши и пр.) Поворот рабочего органа относительно стрелы осуществляется с помощью гидроцилиндров поворота, тяг и коромысел.
Распространенные марки: LONKING, LiuGong, XCMG, HZM, Case, JCB, Амкодор, ZVEZDA.